# The Sounds
The Sounds er et new wave-band fra Helsingborg, Sverige. Det består af Maja Ivarsson, Felix Rodriguez, Johan Bengtsson, Jesper Anderberg og Frederik Nilsson. Det blev dannet i 1999 og kan blive forvekslet med det finske band The Sounds fra 1960'erne eller det britiske band The Sound.
Deres musikstil mikser punk og pop/synth-pop. I de fleste sange benyttes synthesizers (keybord). Gruppen bliver ofte sammenlignet med andre new age-bands som Blondie, The Cars, The Epoxies og Missing Persons.
Deres debut album Living in America blev udgivet i 2002 og blev fulgt op af albummet Dying to Say This to You, der udkom i marts 2006. Deres tredje album, Crossing the Rubicon, blev udgivet 2. juni 2009 og det fjerde, Something to Die For, blev dugivet 29. marts 2011. Deres seneste album, Weekend blev udgivet 29. oktober 2013.

## Medlemmer
- Maja Ivarsson – vokaler
- Felix Rodriguez – guitar
- Johan Bengtsson – bas
- Jesper Anderberg – keyboard, klaver, guitar
- Fredrik Nilsson – trommer

## Historie
The Sounds blev grundlagt, da barndomsvennerne Felix Rodriguez og Johan Bengtsson besluttede at starte et band blandt deres gymnasievenner. Frederik Nilsson blev trommeslager. Maja Ivarsson blev inviteret til at være forsanger, og bandet mødte Jesper Anderberg ved et tilfælde på Hultsfred Festival. Bandets navn blev senere bestemt under en tur til London, hvor Felix så en plakat for et spillested med navnet The Sounds.
Deres debutalbum Living in America blev indspillet i Stockholm og blev produceret af Adel Dahdal, som er sangskriver og producer. Albummet indbragte dem flere gennembrudsawards, en Grammy og en 4. plads på den svenske hitliste. Bandet slog ikke alene igennem i Sverige men også i USA. Bandet har spillet over 300 shows i USA siden de udkom med deres debut album samt deltog i den amerikanske rock tour "Warped Tour" i 2004. De spillede endnu engang på Warped Tour i 2006 – denne gang på hovedscenen, og de har turneret med bands som Foo Fighters, The Strokes, Morningwood, Angels & Airwaves, +44, Mando Diao, Fall Out Boy og Panic at the Disco.
Deres andet album, Dying to Say This To You, blev indspillet i Studio 880 i Oakland, Californien, og blev produceret af Jeff Saltzman (der også har produceret The Killers album Hot Fuss).
The Sounds turnerer meget, og i 2006 spillede bandet over 200 koncerter, hvoraf halvdelen foregik i USA. Deres turnerer har bragt dem vidt omkring, bl.a. til Australien, det meste af USA og Europa. De spillede på Roskilde Festivalen i 2007.
Bandet har solgt næsten 500.000 plader verden over.
Fra deres tredje album er udgivet singlen "No One Sleeps When I'm Awake".
I januar 2009 blev det offentliggjort at The Sounds vil turnere i USA og Canada med No Doubt i sommeren 2009.

## Diskografi

### Albums
- Living in America (2002)
- Dying to Say This to You (2006)
- Crossing the Rubicon (2009)
- Something to Die For (2011)
- Weekend (2013)
- Things We Do For Love (2020)

### Singler
- "Hit Me!/Fire" (2002)
- "Living in America" (2002)
- "Seven Days A Week" (2003)
- "Dance With Me" (2003)
- "Rock'n Roll" (2003)
- "Song with a Mission" (2006)
- "Tony the Beat" (2006)
- "Painted By Numbers" (2006)
- "No One Sleeps When I'm Awake" (2009)
- "Thrill" (2016)